# Escuela de pensamiento
Una escuela de pensamiento, tradición intelectual, o corriente de pensamiento, es la perspectiva de un grupo de personas que comparten características comunes en términos de opinión o visión en una filosofía, disciplina, creencia, movimiento social, economía, movimiento cultural o movimiento artístico. Esta escuela de pensamiento representa una corriente de ideas y enfoques compartidos que influyen en el pensamiento y la práctica en el ámbito específico al que pertenece.

## Historia
La expresión se ha vuelto un coloquialismo común que se utiliza para describir a aquellos que comparten pensamientos similares o que se enfocan en una idea común. El término se utiliza de manera frecuente en la actualidad.
Las escuelas a menudo se distinguen por su relevancia actual y, por lo tanto, se clasifican como "nuevas" o "viejas". En los ámbitos del pensamiento político y filosófico, existe una convención de tener escuelas de pensamiento "modernas" y "clásicas". Un ejemplo de esto son los liberales modernos y clásicos. Esta dicotomía suele ser un componente del cambio de paradigma. Sin embargo, es poco común que solo haya dos escuelas en un campo determinado, ya que generalmente existen múltiples corrientes de pensamiento que enriquecen y diversifican el panorama intelectual.
Las escuelas a menudo son nombradas en honor a sus fundadores, como la "escuela Rinzai" del Zen, llamada así en honor a Linji Yixuan; y la escuela Asharite de la filosofía musulmana temprana, llamada así en honor a Abu l'Hasan al-Ashari. También pueden recibir el nombre de sus lugares de origen, como la escuela de filosofía jónica, que se originó en Jonia; la escuela de arquitectura de Chicago, que se originó en Chicago, Illinois; la escuela de lingüística de Praga, nombrada así por un círculo lingüístico fundado en Praga; y la Escuela Semiótica de Tartu-Moscú, cuyos representantes vivían en Tartu y Moscú. Estos nombres reflejan la influencia de los fundadores y los contextos geográficos en los que surgieron estas escuelas, brindando una identidad distintiva y una conexión con su historia y legado.
Un ejemplo de una escuela de pensamiento en el cristianismo y el gnosticismo es el neoplatonismo. Esta corriente filosófica ha tenido una gran influencia en el pensamiento cristiano a lo largo de la historia, desde el agustinianismo hasta el Renacimiento y el Humanismo, y continúa siendo relevante en la actualidad. El neoplatonismo combina elementos del platonismo con creencias y conceptos cristianos y gnósticos, ofreciendo una perspectiva filosófica única que ha dejado una profunda huella en el desarrollo del pensamiento cristiano.